# ستيف فارمر (لاعب دارت)
ستيف فارمر (بالإنجليزية: Steve Farmer)‏ هو لاعب دارت بريطاني، ولد في 24 مارس 1965 في ويست بروميتش في المملكة المتحدة.

## وصلات خارجية
- ستيف فارمر على موقع DartsDatabase.co.uk (الإنجليزية)